# Portugália
Portugália Airlines è una compagnia aerea regionale portoghese con sede a Lisbona, presso l'Aeroporto di Lisbona-Portela. È una sussidiaria di TAP Air Portugal e gestisce servizi di linea internazionali e nazionali dalle sue basi di Lisbona e Porto per conto di TAP Express.

## Storia

Il vecchio logo di Portugália

La compagnia venne fondata il 25 luglio 1988 con il nome legale Companhia Portuguesa de Transportes Aereos e come società per azioni, ma, a causa del ritardo della legge che liberalizzava il trasporto aereo, dovette aspettare fino al 7 luglio 1990 prima di poter effettuare il primo volo, il Lisbona-Porto e, sempre lo stesso giorno, il Lisbona-Faro. I voli internazionali, a causa delle restrizioni della legislazione vigente, poterono essere effettuati solamente come voli charter operati per conto di TAP. I voli di linea internazionali dagli aeroporti di Lisbona e Porto cominciarono nel giugno 1992. Il 6 novembre 2006 Grupo Espirito Santo, proprietario di TAP e Portugalia, annunciò l'acquisizione da parte di TAP del 99,81% delle azioni Portugalia.
A tutto marzo 2007 i dipendenti erano 750.
PGA Express, sussidiaria di Portugalia, gestisce i voli da Lisbona a La Coruña, Bilbao, Malaga e Valencia.
Per diversi anni, Portugalia poté fregiarsi del logo "Best Regional Airline in Europe" e nel 2005 si classificò al secondo posto nella graduatoria delle migliori compagnie aeree d'Europa stilata da Skytrax.

## Flotta

### Flotta attuale

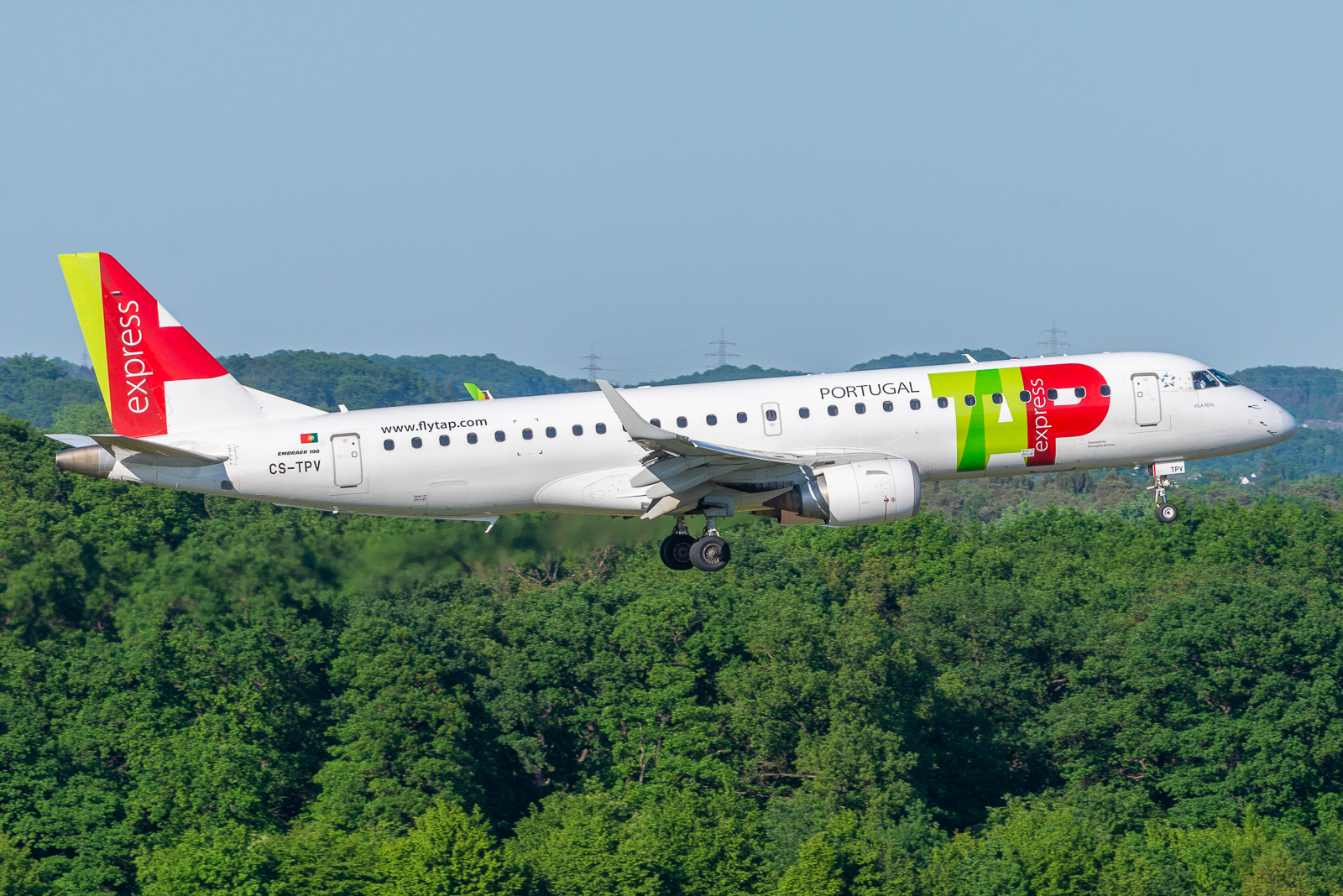
Un Embraer E-190.

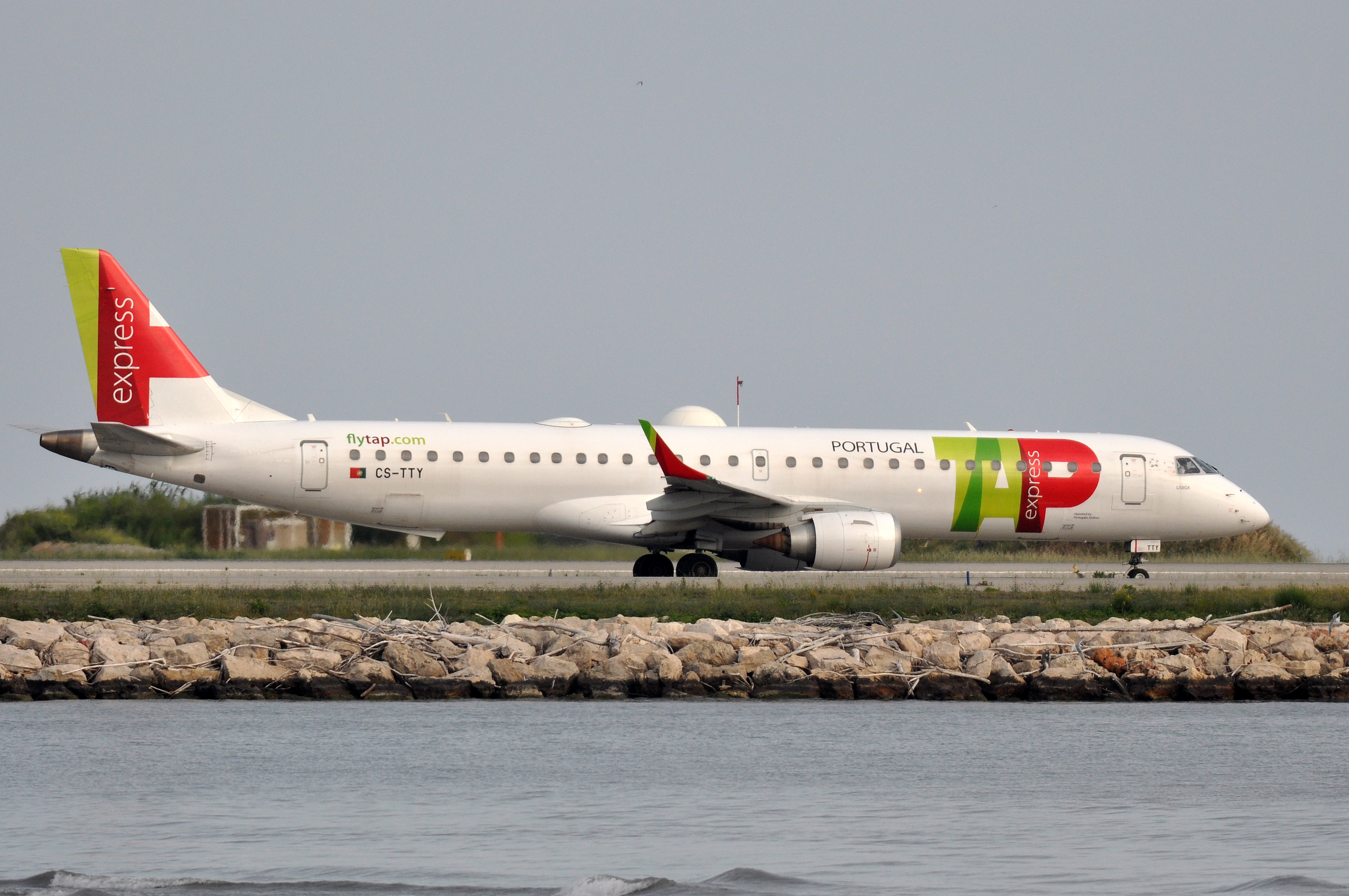
Un Embraer E-195.

A maggio 2023 la flotta di Portugália risulta così composta:

### Flotta storica

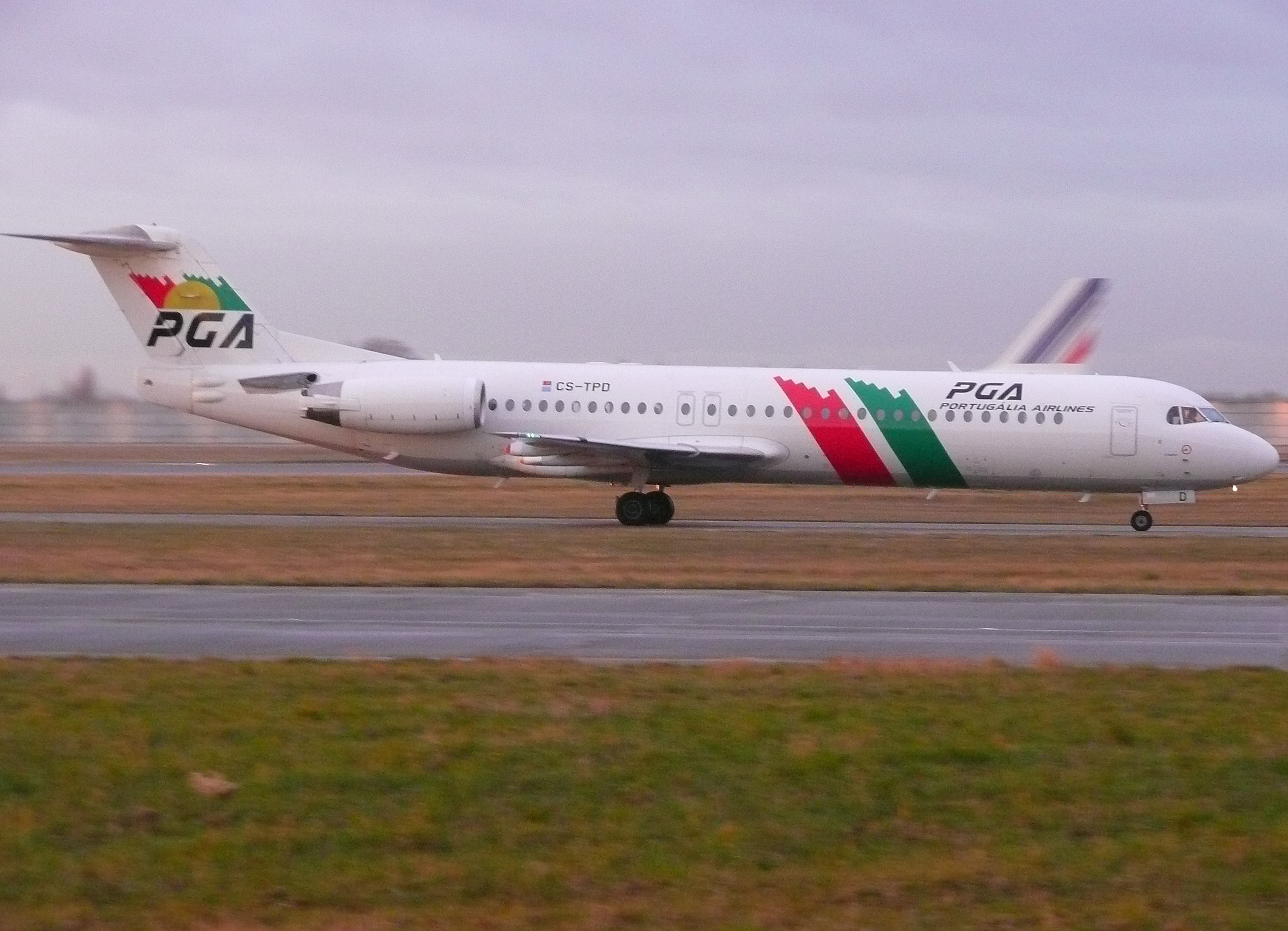
Un Fokker 100 con la vecchia livrea di Portugália nel 2009.

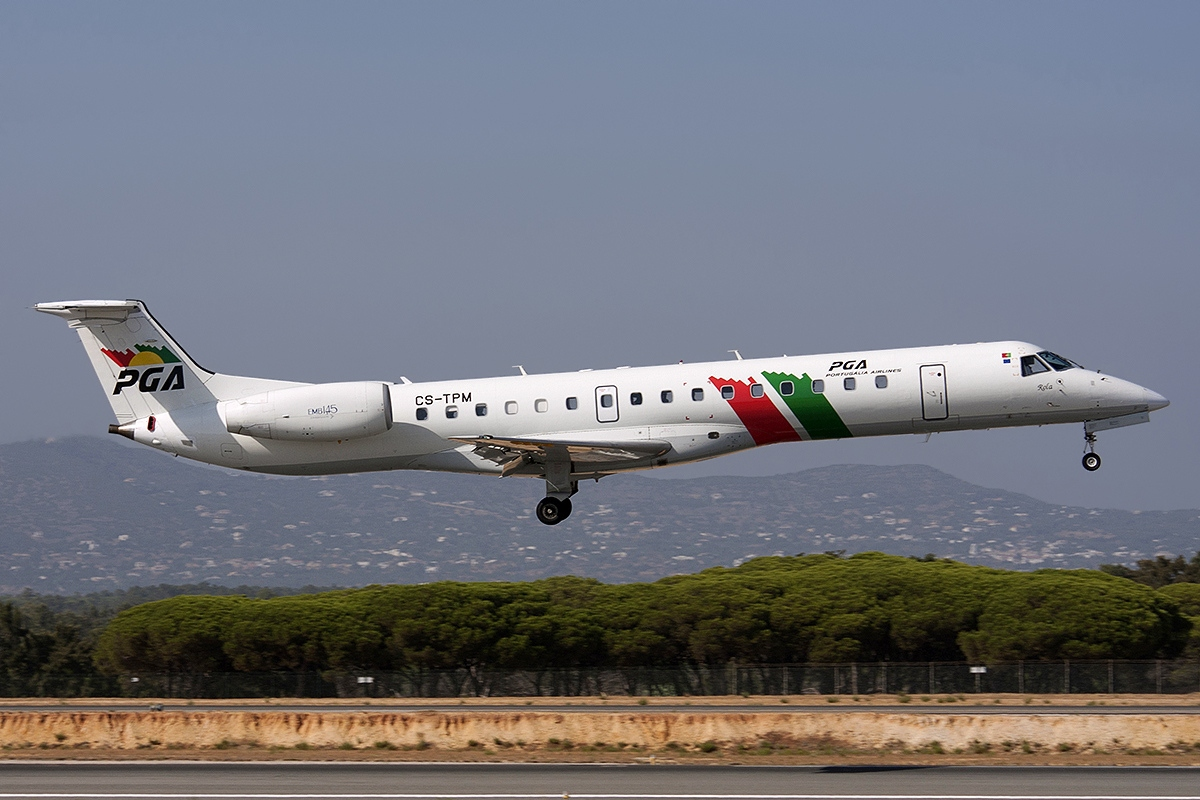
Un Embraer ERJ 145 con la vecchia livrea di Portugália nel 2013.

## Incidenti
L'11 agosto 2001, presso l'aeroporto di Lisbona, un Fokker 100 subì il cedimento del carrello d'atterraggio principale sinistro durante un rullaggio. Nessuno degli occupanti del velivolo riportò ferite.